# Let's Spend the Night Together
Let's Spend the Night Together är en konsertfilm som spelades in vid tre Rolling Stones-konserter (två på Meadowlands Sports Complex i East Rutherford, New Jersey och en på Sun Devil Stadium i Tempe, Arizona) under Tattoo You Tour 1981. Den regisserades av Hal Ashby och gavs ut på VHS 1982.

## Låtlista
1. "Take the "A" Train"
2. "Under My Thumb"
3. "Let's Spend the Night Together"
4. "Shattered"
5. "Neighbours"
6. "Black Limousine"
7. "Just My Imagination"
8. "20 Flight Rock"
9. "Let Me Go"
10. "Time Is on My Side"
11. "Beast of Burden"
12. "Waiting on a Friend"
13. "Going to a Go-Go"
14. "You Can't Always Get What You Want"
15. "Little T & A"
16. "Tumbling Dice"
17. "She's So Cold"
18. "All Down the Line"
19. "Hang Fire"
20. "Miss You"
21. "Start Me Up"
22. "Honky Tonk Women"
23. "Brown Sugar"
24. "Jumpin' Jack Flash"
25. "(I Can't Get No) Satisfaction"
26. "Star Spangled Banner"